# Бечешть (комуна)
Бечешть, Бечешті (рум. Băcești) — комуна у повіті Васлуй в Румунії. До складу комуни входять такі села (дані про населення за 2002 рік):
- Армешень (428 осіб)
- Бебуша (463 особи)
- Бечешть (2199 осіб)
- Воврієшть (384 особи)
- Пелтініш (287 осіб)
- Цибенештій-Бухлій (278 осіб)

Комуна розташована на відстані 280 км на північ від Бухареста, 42 км на північний захід від Васлуя, 45 км на південний захід від Ясс.

## Населення
За даними перепису населення 2002 року у комуні проживали 4039 осіб.
Національний склад населення комуни:
| Національність | Кількість осіб | Відсоток |
| -------------- | -------------- | -------- |
| румуни         | 3457           | 85,6%    |
| цигани         | 582            | 14,4%    |

Рідною мовою назвали:
| Мова      | Кількість осіб | Відсоток |
| --------- | -------------- | -------- |
| румунська | 3463           | 85,7%    |
| циганська | 576            | 14,3%    |

Склад населення комуни за віросповіданням:
| Релігія       | Кількість осіб | Відсоток |
| ------------- | -------------- | -------- |
| православні   | 3827           | 94,8%    |
| п'ятдесятники | 183            | 4,5%     |
| старообрядці  | 15             | 0,4%     |
| римо-католики | 7              | 0,2%     |
| адвентисти    | 3              | 0,1%     |
| лютерани      | 3              | 0,1%     |
| бретрени      | 1              | < 0,1%   |